# Spiceworld Tour
Spiceworld Tour fue una gira de conciertos realizada por el grupo británico, Spice Girls, en promoción de su álbum Spiceworld. La gira tuvo comienzo el 24 de febrero de 1998, finalizando el 20 de septiembre del mismo año. De las 102 fechas inicialmente acordadas, se llevaron a cabo finalmente 97 espectáculos, debido a la cancelación de 5. El tour, del que se editó un DVD grabado en uno de los shows, fue visto en su conjunto por cerca de 2,1 millones de personas en Gran Bretaña, Europa continental y América del Norte.

## Historia
La gira tuvo comienzo en diferentes países de Europa durante los meses de febrero y marzo de 1998.
En abril de 1998, el grupo celebró una rueda de prensa para anunciar el inicio de su gira por Reino Unido, con hasta 9 citas en el mítico estadio de Wembley de la capital británica, Londres. Por estas fechas, los rumores del abandono del grupo de la cantante Geri Halliwell se intensificaron en la prensa internacional. Tras el paso del grupo por el Reino Unido y antes del fin de la gira europea, la componente anunció su abandono a finales de mayo del 98. De este modo, el grupo realizó como cuarteto los conciertos de Oslo, pese a que la versión oficial adujo una supuesta gastroenteritis de la cantante. Cuando a 31 de mayo la declaración se hizo oficial, el conjunto anunció rápidamente que el tour por América del Norte iba a seguir tal como se había previsto. 
El Spiceworld Tour fue la primera gira mundial que el grupo hizo, siendo un absoluto éxito de ventas. Las entradas para los dos primeros espectáculos en Irlanda fueron vendidas en un plazo de 2 horas, y diversos espectáculos en América del Norte como los de Atlanta o Filadelfia fueron vendidos literalmente en pocos minutos. En Nueva York, el grupo estableció el récord de la venta más rápida, despachando las más de 13000 entradas para el Madison Square Garden en menos de 12 minutos.

## Repertorio
| Acto 1 1. "If You Can't Dance" 2. "Who Do You Think You Are" 3. "Do It" Acto 2 1. "Denying" 2. "Too Much" Acto 3 1. "Stop" 2. "Where Did Our Love Go?" (Emma Bunton Presentación Sola) Acto 4 1. "Move Over" (30 minutos de intermedio) Acto 5 1. "The Lady Is A Vamp" 2. "Say You'll Be There" Acto 6 1. "Naked" Acto 7 1. "2 Become 1" 2. "Walk Of Life" Acto 8 1. "Sisters Are Doin' It For Themselves" (Mel B & Mel C Dueto) 2. "Wannabe" 3. "Spice Up Your Life" 4. "Mama" Acto 9 1. "Viva Forever" Acto 10 1. "Never Give Up On The Good Times" 2. "We Are Family" | Acto 1 1. "If You Can't Dance" 2. "Who Do You Think You Are" 3. "Step To Me" Acto 2 1. "Denying" 2. "Too Much" Acto 3 1. "Stop" 2. "Where Did Our Love Go?" (Emma Bunton Presentación Solo) Acto 4 1. "Move Over" (30 minutos de intermedio) Acto 5 1. "The Lady Is A Vamp" 2. "Say You'll Be There" Acto 6 1. "Naked" Acto 7 1. "2 Become 1" Acto 8 1. "Sisters Are Doin' It For Themselves" (Mel B & Mel C Dueto) 2. "Wannabe" 3. "Spice Up Your Life" 4. "Mama" Acto 9 1. "Viva Forever" Acto 10 1. "Never Give Up On The Good Times" 2. "We Are Family" | Acto 1 1. "If You Can't Dance" 2. "Who Do You Think You Are" Acto 2 1. "Something Kinda Funny" 2. "Do It" 3. "Too Much" Acto 3 1. "Stop" 2. "Where Did Our Love Go?" (Emma Bunton Solo Presentación) Acto 4 1. "Love Thing" (30 minutos de intermedio) Acto 5 1. "The Lady Is A Vamp" 2. "Say You'll Be There" Acto 6 1. "Naked" Acto 7 1. "2 Become 1" Acto 8 1. "Sisters Are Doin' It For Themselves" (Mel B & Mel C Dueto) 2. "Wannabe" 3. "Spice Up Your Life" 4. "Mama" Acto 9 1. "Viva Forever" Acto 10 1. "Never Give Up On The Good Times" 2. "We Are Family" |

## Personal

### Voz
- Victoria Beckham
- Melanie Brown
- Emma Bunton
- Melanie Chisholm
- Geri Halliwell - Solo en la parte europea del show.

### Banda
- Simon Ellis – Director Musical/Teclado
- Andy Gangadeen – Batería
- Paul Gendler – Guitarra
- Fergus Gerrand – Percusión
- Steve Lewinson – Bajo
- Michael Martin – Teclado

### Bailarines
- Takao Baba
- Carmine Canuso
- Jimmy Gulzar
- Eszteca Noya
- Robert Nurse
- Christian Storm (hasta el abandono de Geri)

### Mánager y personal adicional
- Tour mánager: Richard Jones
- Asistente del mánager del tour: Juliette Slater
- Mánager de producción: Julian Lavender
- Productor del show: Pete Barnes
- Stage manager (Europe): John Armstrong
- Stage manager (EE. UU.): Jimmy Bolton
- Coreógrafo: Priscilla Samuels
- Diseñador: Kenny Ho
- Maquillaje: Karin Darnell
- Booking agent (Europa): Primary Talent International
- Booking agent (EE. UU.): William Morris Agency

## Fechas del Tour
| Fecha                    | Ciudad             | País           | Lugar                                        |
| ------------------------ | ------------------ | -------------- | -------------------------------------------- |
| Europa                   |                    |                |                                              |
| 24 de febrero de 1998    | Dublín             | Irlanda        | The Point                                    |
| 25 de febrero de 1998    | Dublín             | Irlanda        | The Point                                    |
| 2 de marzo de 1998       | Zúrich             | Suiza          | Hallenstadion                                |
| 3 de marzo de 1998       | Fráncfort del Meno | Alemania       | Festhalle Frankfurt                          |
| 5 de marzo de 1998       | Bolonia            | Italia         | Palasport                                    |
| 6 de marzo de 1998       | Roma               | Italia         | PalaEUR                                      |
| 8 de marzo de 1998       | Milán              | Italia         | The Forum                                    |
| 9 de marzo de 1998       | Milán              | Italia         | The Forum                                    |
| 10 de marzo de 1998      | Milán              | Italia         | The Forum                                    |
| 11 de marzo de 1998      | Marsella           | Francia        | Le Dome                                      |
| 13 de marzo de 1998      | Barcelona          | España         | Palau Sant Jordi                             |
| 16 de marzo de 1998      | Madrid             | España         | Palacio de los Deportes                      |
| 19 de marzo de 1998      | Lyon               | Francia        | Halle Tony Garnier                           |
| 20 de marzo de 1998      | Lausanne           | Suiza          | Patinoire De Malley                          |
| 22 de marzo de 1998      | París              | Francia        | Le Zenith                                    |
| 23 de marzo de 1998      | París              | Francia        | Le Zenith                                    |
| 26 de marzo de 1998      | Múnich             | Alemania       | Olympiahalle                                 |
| 28 de marzo de 1998      | Arnhem             | Países Bajos   | Gelredome                                    |
| 29 de marzo de 1998      | Arnhem             | Países Bajos   | Gelredome                                    |
| 31 de marzo de 1998      | Amberes            | Bélgica        | Sports Palace                                |
| 1 de abril de 1998       | Dortmund           | Alemania       | Westfalenhalle                               |
| 4 de abril de 1998       | Glasgow            | Reino Unido    | S.E.C.C                                      |
| 5 de abril de 1998       | Glasgow            | Reino Unido    | S.E.C.C                                      |
| 7 de abril de 1998       | Mánchester         | Reino Unido    | Manchester Arena                             |
| 8 de abril de 1998       | Mánchester         | Reino Unido    | Manchester Arena                             |
| 11 de abril de 1998      | Mánchester         | Reino Unido    | Manchester Arena                             |
| 12 de abril de 1998      | Mánchester         | Reino Unido    | Manchester Arena                             |
| 14 de abril de 1998      | Londres            | Reino Unido    | Wembley Arena                                |
| 15 de abril de 1998      | Londres            | Reino Unido    | Wembley Arena                                |
| 18 de abril de 1998      | Londres            | Reino Unido    | Wembley Arena                                |
| 19 de abril de 1998      | Londres            | Reino Unido    | Wembley Arena                                |
| 21 de abril de 1998      | Londres            | Reino Unido    | Wembley Arena                                |
| 22 de abril de 1998      | Londres            | Reino Unido    | Wembley Arena                                |
| 25 de abril de 1998      | Londres            | Reino Unido    | Wembley Arena                                |
| 26 de abril de 1998      | Londres            | Reino Unido    | Wembley Arena                                |
| 28 de abril de 1998      | Birmingham         | Reino Unido    | NEC Arena                                    |
| 29 de abril de 1998      | Birmingham         | Reino Unido    | NEC Arena                                    |
| 2 de mayo de 1998        | Birmingham         | Reino Unido    | NEC Arena                                    |
| 3 de mayo de 1998        | Birmingham         | Reino Unido    | NEC Arena                                    |
| 5 de mayo de 1998        | Birmingham         | Reino Unido    | NEC Arena                                    |
| 6 de mayo de 1998        | Birmingham         | Reino Unido    | NEC Arena                                    |
| 12 de mayo de 1998       | París              | Francia        | Palais Omnisports de Bercy                   |
| 13 de mayo de 1998       | París              | Francia        | Palais Omnisports de Bercy                   |
| 15 de mayo de 1998       | Viena              | Austria        | Stadthalle                                   |
| 16 de mayo de 1998       | Viena              | Austria        | Stadthalle                                   |
| 19 de mayo de 1998       | Estocolmo          | Suecia         | Globen Arena                                 |
| 20 de mayo de 1998       | Estocolmo          | Suecia         | Globen Arena                                 |
| 22 de mayo de 1998       | Copenhague         | Dinamarca      | The Forum                                    |
| 23 de mayo de 1998       | Copenhague         | Dinamarca      | The Forum                                    |
| 25 de mayo de 1998       | Helsinki           | Finlandia      | Hartwall Arena                               |
| 26 de mayo de 1998       | Helsinki           | Finlandia      | Hartwall Arena                               |
| 28 de mayo de 1998       | Oslo               | Noruega        | Oslo Spektrum                                |
| 29 de mayo de 1998       | Oslo               | Noruega        | Oslo Spektrum                                |
| Norteamérica             |                    |                |                                              |
| 15 de junio de 1998      | West Palm Beach    | Estados Unidos | Cruzan Amphitheatre                          |
| 16 de junio de 1998      | Orlando            | Estados Unidos | Amway Arena                                  |
| 18 de junio de 1998      | Atlanta            | Estados Unidos | Lakewood Amphitheatre                        |
| 20 de junio de 1998      | Charlotte          | Estados Unidos | Verizon Wireless Amphitheatre                |
| 21 de junio de 1998      | Washington D. C.   | Estados Unidos | Nissan Pavilion                              |
| 24 de junio de 1998      | Virginia Beach     | Estados Unidos | Verizon Wireless Amphitheatre Virginia Beach |
| 25 de junio de 1998      | Holmdel            | Estados Unidos | PNC Bank Arts Center                         |
| 27 de junio de 1998      | Filadelfia         | Estados Unidos | Wachovia Center                              |
| 29 de junio de 1998      | Wantagh            | Estados Unidos | Nikon at Jones Beach Theatre                 |
| 1 de julio de 1998       | Nueva York         | Estados Unidos | Madison Square Garden                        |
| 3 de julio de 1998       | Hartford           | Estados Unidos | New England Dodge Music Center               |
| 4 de julio de 1998       | Darien Lake        | Estados Unidos | Darien Lake Performing Arts Center           |
| 6 de julio de 1998       | Scranton           | Estados Unidos | Toyota Pavilion at Montage Mountain          |
| 8 de julio de 1998       | Mansfield          | Estados Unidos | Tweeter Center                               |
| 10 de julio de 1998      | Montreal           | Canadá         | Bell Centre                                  |
| 11 de julio de 1998      | Toronto            | Canadá         | Molson Amphitheatre                          |
| 14 de julio de 1998      | Cuyahoga Falls     | Estados Unidos | Blossom Music Center                         |
| 15 de julio de 1998      | Burgettstown       | Estados Unidos | Post-Gazette Pavilion                        |
| 18 de julio de 1998      | Antioch            | Estados Unidos | Starwood Amphitheatre                        |
| 20 de julio de 1998      | Cincinnati         | Estados Unidos | Riverbend Music Center                       |
| 22 de julio de 1998      | Columbus           | Estados Unidos | Germain Amphitheatre                         |
| 24 de julio de 1998      | Noblesville        | Estados Unidos | Verizon Wireless Music Center                |
| 26 de julio de 1998      | Auburn Hills       | Estados Unidos | The Palace Of Auburn Hills                   |
| 27 de julio de 1998      | Tinley Park        | Estados Unidos | First Midwest Bank Amphitheatre              |
| 29 de julio de 1998      | Milwaukee          | Estados Unidos | Marcus Amphitheatre                          |
| 31 de julio de 1998      | Minneapolis        | Estados Unidos | Target Center                                |
| 2 de agosto de 1998      | Maryland Heights   | Estados Unidos | Verizon Wireless Amphitheatre St. Louis      |
| 3 de agosto de 1998      | Bonner Springs     | Estados Unidos | Sandstone Amphitheatre                       |
| 5 de agosto de 1998      | Denver             | Estados Unidos | Coors Amphitheater                           |
| 8 de agosto de 1998      | Tacoma             | Estados Unidos | Tacoma Dome                                  |
| 9 de agosto de 1998      | Portland           | Estados Unidos | Rose Garden Arena                            |
| 11 de agosto de 1998     | Vancouver          | Canadá         | General Motors Place                         |
| 13 de agosto de 1998     | Mountain View      | Estados Unidos | Shoreline Amphitheatre                       |
| 15 de agosto de 1998     | Inglewood          | Estados Unidos | The Forum                                    |
| 16 de agosto de 1998     | Devore             | Estados Unidos | Hyundai Pavilion                             |
| 18 de agosto de 1998     | Irvine             | Estados Unidos | Verizon Wireless Amphitheatre                |
| 19 de agosto de 1998     | Las Vegas          | Estados Unidos | Thomas & Mack Center                         |
| 21 de agosto de 1998     | Chula Vista        | Estados Unidos | Cricket Wireless Amphitheatre                |
| 22 de agosto de 1998     | Phoenix            | Estados Unidos | Cricket Pavilion                             |
| 25 de agosto de 1998     | Houston            | Estados Unidos | Cynthia Woods Mitchell Pavilion              |
| 26 de agosto de 1998     | Dallas             | Estados Unidos | Smirnoff Music Centre                        |
| Reino Unido              |                    |                |                                              |
| 12 de septiembre de 1998 | Sheffield          | Reino Unido    | Don Valley Stadium                           |
| 13 de septiembre de 1998 | Sheffield          | Reino Unido    | Don Valley Stadium                           |
| 19 de septiembre de 1998 | Londres            | Reino Unido    | Wembley Stadium                              |
| 20 de septiembre de 1998 | Londres            | Reino Unido    | Wembley Stadium                              |

- Datos: Q2609312